# Jason Miller (attore)
Jason Miller, pseudonimo di John Anthony Miller (New York, 22 aprile 1939 – Scranton, 13 maggio 2001), è stato un attore, drammaturgo, sceneggiatore, regista e direttore artistico statunitense.

## Biografia
Miller fu interprete teatrale, oltre che cinematografico, e regista. Raggiunse la notorietà per il ruolo di padre Damien Karras nel film L'esorcista, diretto nel 1973 da William Friedkin, grazie al quale ottenne una candidatura all'Oscar al miglior attore non protagonista. Nel 1980 recitò in La nona configurazione di William Peter Blatty. Quindi, nel 1982, diresse Correre per vincere (tratto da una piece teatrale scritta proprio da lui). 
Nel 1990 reinterpretò il defunto padre Karras ne L'esorcista III, tornando sotto la regia di William Peter Blatty (Miller fu accreditato nei titoli di coda come Paziente X). Nel 1993 apparve nel film Rudy - Il successo di un sogno, diretto da David Anspaugh. 
Jason Miller morì nel 2001, all'età di 62 anni, a causa di un infarto.

## Vita privata
Miller si sposò due volte ed ebbe due figli: l'attore Jason Patric dalla prima moglie Linda Gleason, figlia di Jackie Gleason, e Joshua John Miller dalla seconda moglie Susan Bernard.

## Filmografia parziale
- L'esorcista (The Exorcist), regia di William Friedkin (1973)
- Il mediatore (The Nickel Ride), regia di Robert Mulligan (1974)
- L'avvocato del diavolo (Des Teufels Advokat), regia di Guy Green (1977)
- Fuga dall'inferno (El perro), regia di Antonio Isasi-Isasmendi (1979)
- Marilyn - Una vita, una storia (Marilyn: The Untold Story), regia di Jack Arnold, John Flynn (1980) - film TV
- La nona configurazione (The Ninth Configuration), regia di William Peter Blatty (1980)
- Monsignore (Monsignor), regia di Frank Perry (1982)
- Terrore in sala (Terror in the Aisles), regia di Andrew J. Kuehn (1984)
- La luce del giorno (Light of Day), regia di Paul Schrader (1987)
- L'esorcista III (The Exorcist III), regia di William Peter Blatty (1990)
- Rudy - Il successo di un sogno (Rudy), regia di David Anspaugh (1993)

## Riconoscimenti
- Premio Oscar
  - 1974 – Candidatura al miglior attore non protagonista per L'esorcista

- Premio Pulitzer
  - 1973 – Premio Pulitzer per la drammaturgia per That Championship Season

## Doppiatori italiani
Nelle versioni in italiano delle opere in cui ha recitato, Jason Miller è stato doppiato da:
- Giancarlo Giannini in L'esorcista
- Michele Kalamera ne Il mediatore
- Marcello Tusco in Monsignore
- Romano Ghini in La luce del giorno
- Luca Biagini in L'esorcista III
- Sandro Sardone in Rudy - Il successo di un sogno